# Chester (Connecticut)
Pour les articles homonymes, voir Chester.
Chester est une ville située dans le comté de Middlesex, dans l'État du Connecticut (États-Unis). Lors du recensement de 2010, Chester avait une population totale de 3 994 habitants.

## Géographie
Selon le Bureau du recensement des États-Unis, la superficie de la ville est de 16,83 milles carrés (43,59 km2), dont 16,05 milles carrés (41,57 km2) de terres et 0,78 milles carrés (2,02 km2) de plans d'eau, soit 4,75 %.

## Histoire
Chester faisait autrefois partie de la colonie de Saybrook. Elle devient une municipalité en 1836. Son nom provient de la ville anglaise de Chester.

## Démographie
D'après le recensement de 2000, il y avait 3 743 habitants, 1 510 ménages, et 1 005 familles dans la ville. La densité de population était de 90,2 hab/km2. Il y avait 1 613 maisons avec une densité de 38,9 maisons/km2. La décomposition ethnique de la population était : 96,79 % blancs ; 0,85 % noirs ; 0,35 % amérindiens ; 0,83 % asiatiques ; 0,05 % natifs des îles du Pacifique ; 0,24 % des autres races ; 0,88 % de deux ou plus races. 1,71 % de la population était hispanique ou latino de n'importe quelle race.
Il y avait 1 510 ménages, dont 29,7 % avaient des enfants de moins de 18 ans, 56,9 % étaient des couples mariés, 7,0 % avaient une femme qui était parent isolé, et 33,4 % étaient des ménages non-familiaux. 28,1 % des ménages étaient constitués de personnes seules et 13,0 % de personnes seules de 65 ans ou plus. Le ménage moyen comportait 2,38 personnes et la famille moyenne avait 2,93 personnes.
La pyramide des âges était de 22,3 % en dessous de 18 ans, 4,4 % de 18 à 24, 30,1 % de 25 à 44, 26,1 % de 45 à 64, et 17,2 % qui avaient 65 ans ou plus. L'âge médian était 42 ans. Pour 100 femmes, il y avait 91,6 hommes. Pour 100 femmes de 18 ans ou plus, il y avait 91,6 hommes.
Le revenu moyen par ménage de la ville était 65 156 dollars US, et le revenu médian par famille était 79 941$. Les hommes avaient un revenu médian de 45 515$ contre 40 444$ pour les femmes. Le revenu par habitant de la ville était 32 191$. 1,3 % des habitants et 0,0 % des familles vivaient sous le seuil de pauvreté. 0,0 % des personnes de moins de 18 ans et 2,6 % des personnes de plus de 65 ans vivaient sous le seuil de pauvreté.
| 1840 | 1850 | 1860  | 1870  | 1880  | 1890  |
| ---- | ---- | ----- | ----- | ----- | ----- |
| 974  | 992  | 1 015 | 1 094 | 1 177 | 1 301 |

| 1900  | 1910  | 1920  | 1930  | 1940  | 1950  |
| ----- | ----- | ----- | ----- | ----- | ----- |
| 1 328 | 1 419 | 1 675 | 1 463 | 1 676 | 1 920 |

| 1960  | 1970  | 1980  | 1990  | 2000  | 2010  |
| ----- | ----- | ----- | ----- | ----- | ----- |
| 2 520 | 2 982 | 3 068 | 3 417 | 3 743 | 3 994 |

## Au cinéma
Le film sorti en 1959, Train, amour et crustacés de Richard Quine, avec Jack Lemmon et Doris Day, a été filmé à Chester, ainsi que quelques scènes du film de 1971 Let's Scare Jessica to Death.

## Voir également
- Chester Center (Connecticut)